# تپه سرکن ۱
تپه سرکن ۱ مربوط به دوره نوسنگی است و در شهرستان کرمانشاه، بخش مرکزی، دهستان بالادربند، ۱ کیلومتری جنوب غرب روستای سرکن واقع شده و این اثر در تاریخ ۲۶ اسفند ۱۳۸۷ با شمارهٔ ثبت ۲۵۵۱۶ به‌عنوان یکی از آثار ملی ایران به ثبت رسیده است.